# مديرية تتا
مديرية تته هي مديرية في إقليم السند في باكستان. عاصمتها تته. فهي موطن لمقبرة كبيرة من مكلي. في عام 2013، تم فصل العديد من تعلقات لتشكيل مديرية سجاول الجديد.